# Sabrina P. Ramet
Sabrina Petra Ramet (Londres, 26 de junho de 1949) é uma acadêmica, educadora, editora e jornalista norte-americana. Ela é especialista em história e política do Leste Europeu e é professora de ciência política na Universidade Norueguesa de Ciência e Tecnologia em Trondheim.
Em 2008, o historiador Dejan Djokić referiu-se a ela como "sem dúvida a pesquisadora mais prolífica da antiga Jugoslávia a escrever em inglês".

## Vida pessoal
Designada como homem ao nascer, Sabrina Ramet nasceu em Londres e é descendente de austríacos e espanhóis. Ela se mudou para os Estados Unidos aos dez anos de idade. Ela se tornou cidadã americana em 1966, aos dezessete anos. Ela serviu na Força Aérea dos Estados Unidos de 1971 a 1975 e ficou alocada na Base Aérea de Ramstein, na Alemanha. Enquanto estava na Alemanha, ela trabalhou para o jornal da base, como redatora e depois como editora. Em 1973, ela era sargento.
Em dezembro de 1990, ela começou a viver como mulher e passou a usar o nome Sabrina. Ramet viveu na Inglaterra, Áustria, Alemanha, Croácia e Sérvia antes de ingressar na Universidade Norueguesa de Ciência e Tecnologia em 2001, quando se estabeleceu na Noruega. Ela continua viajando para suas pesquisas em história e política do Leste Europeu, na Sérvia, Croácia, Eslovênia e Polônia.

## Educação
Ramet estudou na Universidade de Stanford (BA, 1971), na Universidade do Arkansas (MA, 1974) e na Universidade da Califórnia, Los Angeles (UCLA). Ela obteve seu doutorado (PhD) na UCLA em 1981.

## Carreira acadêmica
Além do cargo atual de professora acadêmica de ciência política na Universidade Norueguesa de Ciência e Tecnologia desde 2001, Ramet também é associada sênior no Centro de Estudos da Guerra Civil, bem como pesquisador associado no Centro de Ciência e Pesquisa em Koper, Eslovênia. Ela escreveu mais de 90 artigos em periódicos e contribuiu com capítulos para diversas coleções acadêmicas. Ela é autora de 12 livros acadêmicos e foi editora de 35 livros acadêmicos. Ela escreve em inglês, sua língua nativa, mas seus livros aparecem em búlgaro, dinamarquês, alemão, italiano, japonês, macedônio, norueguês, polonês, servo-croata, esloveno e espanhol. Sua tradução do livro de Viktor Meier, Wie Jugoslawien verspielt wurde, foi publicada pela editora britânica Routledge em julho de 1999 na nomenclatura inglesa como Yugoslavia: A History of Its Demise.
Um dos primeiros livros de Ramet, Whose Democracy? Nationalism, Religion, and the Doctrine of Collective Rights in Post-1989 Eastern Europe (1997), foi revisado em Terrorism and Political Violence. Seu livro de 2006, The Three Yugoslavias: State-Building and Legitimation, 1918–2005, foi avaliado em resenha pela The American Historical Review, Foreign Affairs, East European Politics and Societies e The Journal of Modern History. Em 2008, o historiador Dejan Djokic chamou Ramet de "sem dúvida o estudioso mais prolífico da antiga Iugoslávia escrevendo em inglês".

### Controvérsia acadêmica
Em 2007, o sociólogo, historiador e escritor sérvio, Aleksa Đilas, desencadeou um debate entre ele e dois autores, Ramet e John R. Lampe, ao publicar uma crítica ao "Ocidente acadêmico" em geral, e os livros Thinking About Yugoslavia, de Ramet, e Balkans into Southeastern Europe, de Lampe, em particular.
Em resposta, os professores Lampe e Ramet publicaram uma refutação da crítica de Đilas na mesma publicação do Journal of Southern Europe and the Balkans, na qual ambos os autores abordaram suas alegações, enquanto Ramet contestou suas caracterizações.

## Membros associados
- Sociedade Real Norueguesa de Ciências e Letras (desde 2002)[11]
- Academia Norueguesa de Ciências e Letras (2009)[12]

## Obras publicadas
- Nationalism and Federalism in Yugoslavia, 1963-1983 (em inglês). Bloomington, Indiana: Indiana University Press. 1984
- Nationalism and Federalism in Yugoslavia, 1962-1991 (em inglês) 2 ed. Bloomington, Indiana: Indiana University Press. 1992
- Cross and Commissar: The Politics of Religion in Eastern Europe and the Soviet Union (em inglês). Bloomington, Indiana: Indiana University Press. 1987
- The Soviet-Syrian Relationship since 1955: A Troubled Alliance (em inglês). Boulder, Colorado: Westview Press. 1990
- Social Currents in Eastern Europe: The Sources and Meaning of the Great Transformation (em inglês) 2 ed. Durham, North Carolina: Duke University Press. 1991
- Balkan Babel: Politics, Culture, and Religion in Yugoslavia (em inglês). Boulder, Colorado: Westview Press. 1992
- Ramet, Sabrina P. (1994). «Primordial Ethnicity or Modern Nationalism: The Case of Yugoslavia's Muslims, Reconsidered». Muslim Communities Reemerge: Historical Perspectives on Nationality, Politics, and Opposition in the Former Soviet Union and Yugoslavia (em inglês). Durham and London: Duke University Press. pp. 111–138. ISBN 0822314908
- Balkan Babel: The Disintegration of Yugoslavia from the Death of Tito to Ethnic War (em inglês) 2 ed. Boulder, Colorado: Westview Press. 1996
- Balkan Babel: The Disintegration of Yugoslavia from the Death of Tito to the War for Kosovo (em inglês) 3 ed. Boulder, Colorado: Westview Press. 1999
- Balkan Babel: The Disintegration of Yugoslavia from the Death of Tito to the Fall of Milosevic, (em inglês) 4 ed. Boulder, Colorado: Westview Press. 2002. Também publicado com traduções em línguas croata e macedônia.
- Whose Democracy? Nationalism, Religion, and the Doctrine of Collective Rights in Post-1989 Eastern Europe (em inglês). Lanham, Maryland: Rowman & Littlefield. 1997. Nomeado como um Livro Acadêmico Excepcional em 1997 pela revista Choice'
- Nihil Obstat: Religion, Politics, and Social Change in East-Central Europe and Russia (em inglês). Durham, North Carolina: Duke University Press. 1998
- Ramet, Sabrina P. (2005). Thinking about Yugoslavia: Scholarly Debates about the Yugoslav Breakup and the Wars in Bosnia and Kosovo (em inglês). Cambridge, UK: Cambridge University Press. ISBN 9780521616904
- The Three Yugoslavias: State-Building and Legitimation, 1918—2005 (em inglês). Bloomington, Indiana & Washington D.C.: Indiana University Press & The Wilson Center Press. 2006. Também publicado com traduções em línguas croata e alemã.
- Rellgija i politika u vremenu promene:  Katolicka i pravoslavne crkve u centralnoj i jugoistocnoj Evropi (em sérvio). Belgrade: Centar za zenske studije i istrazivanja roda. 2006
- The Liberal Project & the Transformation of Democracy: The Case of East Central Europe (em inglês). College Station, Texas: Texas A&M University Press. 2007
- Serbia, Croatia, and Slovenia at Peace and at War: Selected Writings, 1983—2007 (em inglês). Berlin & Münster: Lit Verlag. 2008
- The Catholic Church in Polish History:  From 966 to the present (em inglês). [S.l.]: Palgrave Macmillan. 2017
- Interwar East Central Europe, 1918-1941: The Failure of Democracy-building, the Fate of Minorities (em inglês). [S.l.]: Routledge. 2020